# Lindenstraße 4 (Quedlinburg)

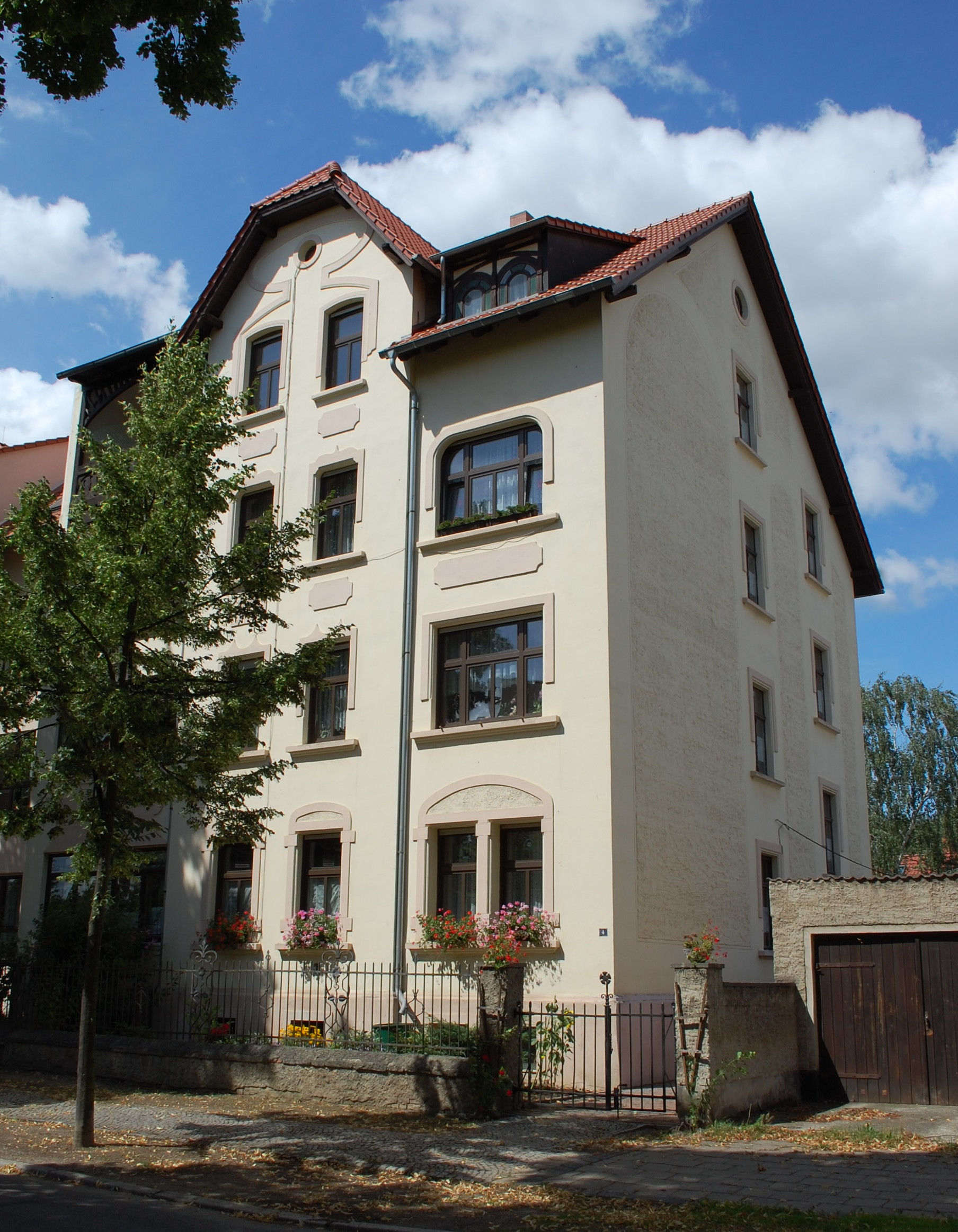
Haus Lindenstraße 4

Das Haus Lindenstraße 4 ist ein denkmalgeschütztes Gebäude in Quedlinburg in Sachsen-Anhalt.

## Lage
Das im Quedlinburger Denkmalverzeichnis als Wohnhaus eingetragene Gebäude befindet sich nördlich der historischen Quedlinburger Innenstadt. 

## Architektur und Geschichte
Das dreigeschossige, verputzte Wohnhaus entstand Anfang des 20. Jahrhunderts im Jugendstil. Straßenseitig befindet sich ein etwas vortretender Mittelrisalit, dessen Dach quer zur sonstigen Anlage des Hausdachs ausgerichtet ist. Auf der linken Frontseite befindet sich ein historischer Wintergarten aus Holz und farbigem Glas. Auch die Fenster des Hauses sind im Original erhalten (Stand 1998). Die Einfassungen der Fensteröffnungen sind durch Verputzungen hervorgehoben. Unterhalb der Fenster befinden sich Putzspiegel.
Bis zur Mitte der 1970er Jahre befand sich im Untergeschoss des Hauses eine stadtbekannte Familienbäckerei.